# تصميم تقمصي
التصميم التقمصي (إيمباثك ديزاين)، منهج للتصميم يركز على المستخدم ويولي الانتباه إلى مشاعر المستخدم تجاه المنتج. يُشار أحيانًا إلى عملية التصميم التقمصي بشكل خاطئ باسم التصميم التشاعري (إيمباثتيك ديزاين).

## الخصائص
تعتبر الملاحظة والهدف المتمثل في تحديد احتياجات العملاء الكامنة، أساس التصميم التقمصي (إيمباثك ديزاين)، من أجل ابتكار منتجات يرغب بها العملاء حتى دون درايتهم بذلك، أو في بعض الحالات، حلول يصعب على العملاء تصورها بسبب قلة الإلمام بالاحتمالات التي توفرها التقنيات الجديدة، أو لأنهم متمسكون بعقلية محددة. يعتمد التصميم التقمصي على مراقبة المستهلكين بدلاً من أبحاث السوق التقليدية، وتعتمد على استفسارات المستهلك بقصد تجنب التحيزات المحتملة في الاستطلاعات والأسئلة، والتي تقلل من فرصة أن يقدم المستهلكون معلومات خاطئة.
ينفذ عمليات المراقبة فريق صغير من الاختصاصيين مثل المهندسين وخبراء العوامل البشرية والمصممين. يقوم كل أخصائي بعد ذلك بتوثيق ملاحظاته، وتُسجّل الجلسة بالفيديو لالتقاط التفاعلات الدقيقة مثل لغة الجسد وتعبيرات الوجه.
يمكن أن يقود تعلم احتياجات المستخدمين غير المُفصح عنها من خلال عملية ملاحظة وتأويل حادة إلى إحراز تقدم في التصميمات. تجادل ديتجا وآخرون بأن قوى السوق والضغوط التنافسية في عالم سريع الوتيرة، تزيد من أهمية ابتكار المنتجات كمصدر للميزة التنافسية. يجادلون أن المستخدمين- في تقنيات التصميم التقمصي- منخرطون في عملية تصميم المنتج مثلهم مثل المصممين والمهندسين. يمكن أن تُنجز تصميمات جديدة بهذه التقنية، خلال دورات تطوير منتجات قد تكون أقصر. يوصون من أجل تحقيق ذلك بأن تكون مجموعة المراقبة مؤلفة من عدة أشخاص آخرين غير المصممين والمهندسين، بما في ذلك علماء الأنثروبولوجيا المدرَّبين و/أو الإنثوغرافيين.
تدعم أبحاث فون هيبل نظرية أن العملاء أو المستخدمين أنفسهم مصدر الكثير من الابتكار. يمكن أن يكشف التصميم التقمصي باستخدام الملاحظة الميدانية عن فرص لتسويق الابتكارات التي طورها المستخدمون الحاليون لتحسين المنتجات.

## العملية
حدد ليونارد ورايبورت الخطوات الخمس الرئيسية في التصميم التقمصي كالتالي:
- الملاحظة.
- التقاط البيانات.
- التفكير والتحليل.
- العصف الذهني لإيجاد الحلول.
- تطوير نماذج أولية للحلول الممكنة.

تعتبر النماذج الأولية والمحاكاة ولعب الأدوار، أشكالًا أخرى من عمليات التعلم، وعادة ما تستخدم لجمع تقييمات العملاء للتصاميم التي طُوّرت على أساس التصميم التقمصي.
تعتبر شركة التصميم «آي دي إي أو» من الشركات العاملة في مجال التصميم التقمصي. تعتقد آي دي إي أو أن «ترى الأشياء بعينيك وتسمعها بأذنيك خطوة أولى حاسمة في إنشاء منتج مبتكر»، وتشير إلى هذا على أنه «عوامل بشرية» أو «إلهام بشري» وتصرح أن «الابتكار يبدأ من المشاهدة»، وتظهر جميع أنواع الأفكار والفرص بمجرد أنهم يراقبون بعناية. تُدرج آي دي إي أو التصميم التقمصي في مشاريعها، وتضع الخطوات الأساسية لطريقتها على النحو التالي:
- افهم السوق والعميل والتكنولوجيا والمعوقات المُتصورة.
- راقب الأشخاص في مواقف الحياة الواقعية لمعرفة ما الذي يحفزهم، وما الذي يربكهم، وما يروقهم، أو يكرهونه، وأين تكمن احتياجاتهم التي لا تلبيها المنتجات والخدمات الحالية.
- تصور مفاهيم جديدة في العالم.
- قيّم وعدّل النموذج الأولي.
- طبّق المفهوم الجديد للتسويق التجاري.

يُستخدم النموذج التقمصي كتقنية لمحاكاة الخسائر الحسية المرتبطة بالعمر، لمنح المصممين تجربة شخصية لكيفية أداء منتجهم مع المستخدمين. مثال على ذلك كيفية استخدام مصممي مجتمع المتقاعدين أدوات التقمص العاطفي، مثل النظارات التي قللت من رؤيتهم، والقفازات التي حدت من إمساكهم وقوتهم. وجد سوري وآخرون طريقة أخرى للتصميم التقمصي، والتي تتضمن قيام مصممين بمحاكاة وظيفية للمستخدمين ضعاف البصر، إذ توجب على المصمم الاستفادة من الإشارات غير المرئية، للتعرف على المنتج بالعمل في بيئة مظلمة.
اعتُمدت تقنيات التصميم التقمصي للمنتجات الجديدة لأول مرة منذ تقديمها، من صناعات السيارات والمنتجات الالكترونية. استُخدمت التقنيات بنجاح من قبل العديد من المنظمات الأخرى، لتصميم منتجات مبتكرة. تُستخدم العديد من التقنيات مع الخطوات الخمس المذكورة أعلاه التي تعتبر أساس عملية التصميم التقمصي.